# По кусочкам
«По кусочкам» (англ. Picking Up the Pieces) — американская комедия режиссёра Альфонсо Арау. Премьера состоялась 26 мая 2000 года.

## Сюжет
Текс (Вуди Аллен) — мясник, который убивает свою неверную жену Кэнди (Шэрон Стоун) и разрезает ее по кусочкам. После разрезания тела Кэнди Текс закапывает большую часть частей ее тела в пустыне в Нью-Мексико. Слепая женщина случайно спотыкается о руку Кэнди, которая не была закопана. Взяв его в руки она восстанавливает зрение слепой женщине она объявляет эту руку Рукой Девы Марии.
Затем о руке говорят все в городе и люди стекаются туда чтобы вылечиться. В городе пошли слухи что это может быть рука мужчина-калека у которого отросли новые ноги, рука подростка избавляющийся от прыще й или рука маленького человека у которого увеличилось мужское достоинство. Текс слышит об этих чудесах и пытается вернуть руку пока его преследует офицер полиции Бобо (Кифер Сазерленд), который был одним из любовников его жены.
В конце концов Текс и офицер полиции Бобо находят руку и кража руки Тексом сводит на нет все чудеса которые она совершила. Пока Текс находится в тюрьме его посещает дух его жены, она рассказывает ему что несмотря на ее жизнь полную распутства и прелюбодеяния и страдания которые она перенесла с Тексом ей позволили попасть на небеса, и она устраивает так, чтобы он вышел из своей камеры чтобы он мог вернуть руку церкви.

## В ролях
- Вуди Аллен — Текс Коули
- Шэрон Стоун — Кэнди Коули жена Текса
- Чич Марин — мэр Мачадо
- Дэвид Швиммер — отец Лео Джерома
- Кифер Сазерленд — офицер полиции Бобо
- Энди Дик — отец Бунюэль
- Мария Кучинотта — Дези
- Джозеф Гордон-Левитт — Флако
- Фрэн Дрешер — сестра Фрида
- Люпе Онтиверос — Констанция
- Анхелика Арагон — Долорес
- Миа Маэстро — Карла
- Ричард Сарафьян — пьяница

## Критика
Рецензия-опрос веб-сайта Rotten Tomatoes показала, что 30 % аудитории, оценив на 2.7 балла из 5, дали положительный отзыв о фильме.